# Indonesische parlementsverkiezingen 2014
De parlementsverkiezingen in Indonesië in 2014 waren verkiezingen in Indonesië voor de Volksvertegenwoordigingsraad (DPR) en de Regiovertegenwoordigingsraad (DPD). Samen vormen de DPR en DPD het Raadgevend Volkscongres (MPR). Bij de verkiezingen, gehouden op 9 april 2014, werden ook de leden van de regionale volksvertegenwoordigingen van Indonesische provincies, regentschappen en steden gekozen.
De grootste partij in de DPR werd de Strijdende Indonesische Democratische Partij (PDI-P), gevolgd door Golkar en Gerindra. De partij van de zittende president Susilo Bambang Yudhoyono, bij de vorige verkiezingen nog de grootste partij, werd nu vierde. Op basis van de uitslagen van de parlementsverkiezingen werd bepaald welke partijen kandidaten mochten voorstellen voor de presidentsverkiezingen van juli 2014. De winst van de PDI-P maakte de weg vrij voor Joko Widodo, de gouverneur van Jakarta, om zich kandidaat te stellen voor het presidentschap.

## Achtergrond

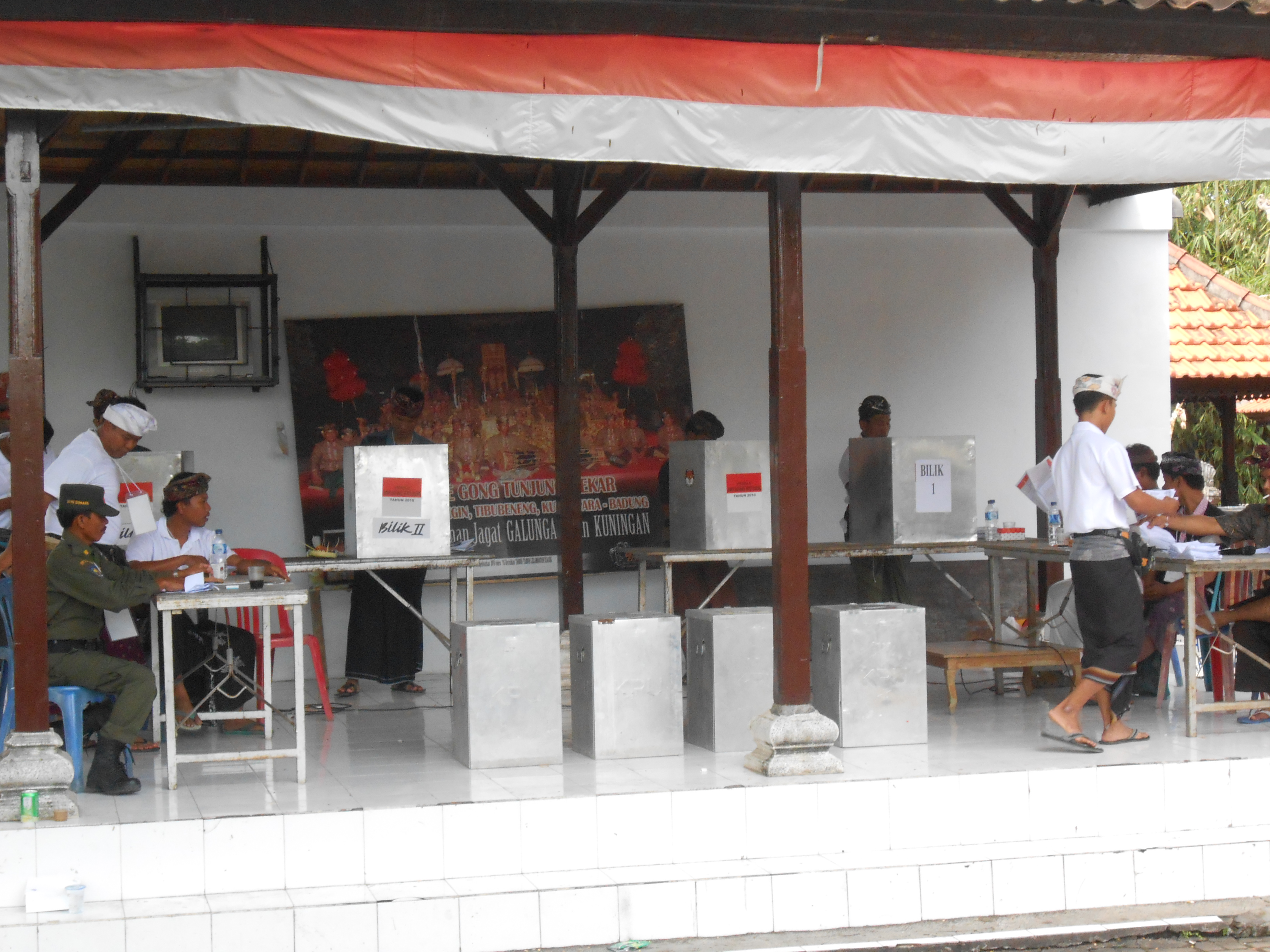
Stembureau voor de verkiezingen van 2014 in Tibubeneng op Bali.

### Kiesdrempel
Bij de vorige verkiezingen in 2009 was voor het eerst een kiesdrempel ingevoerd. In 2009 was deze kiesdrempel 2,5%, en voor deze verkiezingen in 2014 werd de drempel verhoogd tot 3,5%.

### Partijen
Bij de verkiezingen in 2009 hadden meer dan 60 partijen zich geregistreerd en namen uiteindelijk 38 partijen deel. Voor 2014 werden de regels voor verkiezingsdeelname verscherpt. Volgens deze nieuwe voorwaarden van de kiescommissie moest iedere partij:
- een afdeling en afdelingskantoor hebben in alle provincies
- een afdeling en afdelingskantoor hebben in ten minste 75% van de regentschappen en stadsgemeentes in elke provincie
- een afdeling (maar niet per se een kantoor) in ten minste 50% van alle onderdistricten in elk regentschap en stadsgemeente
- ten minste 1.000 geregistreerde leden hebben
- een kandidatenlijst indienen waarop ten minste een derde van de kandidaten vrouw is

In totaal registreerden 46 partijen zich, maar daarvan voldeden uiteindelijk maar twaalf partijen aan alle voorwaarden. Dit waren de negen partijen met zetels in het zittende parlement, plus de Maan en Ster-partij (PBB), de Indonesische Partij voor Rechtvaardigheid en Eenheid (PKPI) en de nieuwe partij NasDem.
Een speciale uitzonderingspositie is er voor de provincie Atjeh: vanwege de speciale status van de provincie mogen in deze provincie ook lokale partijen meedoen aan de verkiezingen voor de regionale volksvertegenwoordiging (partijen die dus niet aan alle bovengenoemde voorwaarden hoeven te voldoen. Aan de regionale en lokale verkiezingen in Atjeh waren er daarom geen twaalf partijen maar vijftien: de landelijke plus de Atjehse Partij (PA), de Nanggroë Atjeh-partij (PNA) en de Atjehse Vredespartij (PDA).

## Uitslagen
| Partij | Partij                                                      | Stemmen    | Percentage | Zetels | +/-   |
| ------ | ----------------------------------------------------------- | ---------- | ---------- | ------ | ----- |
|        | Strijdende Indonesische Democratische Partij (PDI-P)        | 23.681.471 | 18,95      | 109    | 14    |
|        | Golkar                                                      | 18.432.312 | 14,75      | 91     | 16    |
|        | Gerindra                                                    | 14.760.371 | 11,81      | 73     | 47    |
|        | Democratische Partij (Demokrat)                             | 12.728.913 | 10,19      | 61     | 89    |
|        | Partij van het Nationale Ontwaken (PKB)                     | 11.298.957 | 9,04       | 47     | 20    |
|        | Nationale Mandaatpartij (PAN)                               | 9.481.621  | 7,59       | 49     | 6     |
|        | Partij voor Rechtvaardigheid en Welvaart (PKS)              | 8.480.204  | 6,79       | 40     | 17    |
|        | NasDem                                                      | 8.402.812  | 6,72       | 35     | nieuw |
|        | Verenigde Ontwikkelingspartij (PPP)                         | 8.157.488  | 6,53       | 39     | 2     |
|        | Partij Geweten van het Volk (Hanura)                        | 6.579.498  | 5,26       | 16     | 2     |
|        | Maan en Ster-partij (PBB)                                   | 1.825.750  | 1,46       | 0      | 0     |
|        | Indonesische Partij voor Rechtvaardigheid en Eenheid (PKPI) | 1.143.094  | 0,91       | 0      | 0     |